# مهر خاچاتریان
مهر خاچاتریان (ارمنی: Մհեր Խաչատրյան زاده ۲۱ مارس ۱۹۸۹) بازیگر، مجری، خبرنگار-روزنامه‌نگار اهل ارمنستان است. وی از سال ۲۰۱۰ تا کنون مشغول فعالیت است. وی از انستیتو دولتی سینما و تئاتر ایروان فارغ‌التحصیل شده‌است.

## گزیده فیلمشناسی
از فیلم و مجموعه‌هایی که وی در آن نقش آفرینی کرده است می‌توان به فول هاوس و دومینو اشاره کرد.